# Warren Fenley
William Warren Fenley (Staten Island, 8 febbraio 1922 – Toms River, 18 gennaio 2009) è stato un cestista e allenatore di pallacanestro statunitense, professionista nella ABL e nella BAA.

## Carriera
Nato a Staten Island, giocò alla Port Richmond High School, portandola alla semifinale dei play-off cittadini. Passò quindi al Manhattan College, nel Bronx, arrivando a disputare il NIT.
Alla fine della Seconda guerra mondiale, passata nei Marines, disputò la stagione inaugurale della BAA, nei Boston Celtics. Disputò 33 incontri con 2,6 punti di media.
Lasciati i Celtics, giocò ancora a livello professionistico nel Vermont, prima di ritirarsi per entrare nel dipartimento di polizia di New York.
Andato in pensione con i gradi di sergente, tornò nel mondo del basket, allenando a livello di high school.
I Celtics lo onorarono nel 1996, durante le celebrazioni per i 50 anni della NBA.
Morì a Toms River nel 2009.